# Mercedes-Benz GLA-Klasse
De Mercedes-Benz GLA-Klasse is een automodel van de Duitse autofabrikant Mercedes-Benz. De 'G' van GLA staat voor het SUV-platform, de 'A' verwijst naar zijn kleine broer, de A-Klasse. Later werd de 'L' toegevoegd.
De GLA-Klasse is het kleinste SUV-model in het gamma van Mercedes-Benz en is sinds 2013 op de markt.

## Eerste generatie (2013-2020)
De eerste generatie GLA-Klasse werd in 2013 onthuld op Frankfurt Auto Show en was vanaf 2014 te bestellen. De terreinwagen uit de compacte middenklasse, die verwant is van de A-Klasse, is beschikbaar met voor- en vierwielaandrijving. Alle motoren zijn voorzien van een viercilindermotor en zijn bovendien allemaal uitgerust met turbo's. De basisversies zijn de GLA 180 en 180 d tot de sportieve versie, de GLA 45 AMG, die voorzien is van permanente vierwielaandrijving.

### Facelift
In 2017 werd de GLA voorzien van een facelift. Die is te herkennen aan een bijgewerkte grille, voor- en achterzijde. Ook waren er nieuwe led-koplampen aanwezig. Daarbij kwam ook een nieuwe uitvoering, de GLA 220 4Matic.

### Motoren

#### Benzine
| Type       | Motor        | Vermogen | Koppel | Aandrijving   | 0-100 km/u | Topsnelheid | Productiejaren |
| ---------- | ------------ | -------- | ------ | ------------- | ---------- | ----------- | -------------- |
| GLA 180    | viercilinder | 122 pk   | 200 Nm | voor          | 9,3 s      | 200 km/u    | 2015 - 2020    |
| GLA 200    | viercilinder | 156 pk   | 250 Nm | voor          | 8,9 s      | 215 km/u    | 2013 - 2020    |
| GLA 220    | viercilinder | 184 pk   | 300 Nm | 4Matic        | 7,1 s      | 230 km/u    | 2017 - 2020    |
| GLA 250    | viercilinder | 211 pk   | 350 Nm | voor / 4Matic | 6,7 s      | 230 km/u    | 2013 - 2020    |
| AMG GLA 45 | viercilinder | 360 pk   | 450 Nm | 4Matic        | 4,8 s      | 250 km/u    | 2014 - 2015    |
| AMG GLA 45 | viercilinder | 381 pk   | 475 Nm | 4Matic        | 4,4 s      | 250 km/u    | 2015 - 2020    |

#### Diesel

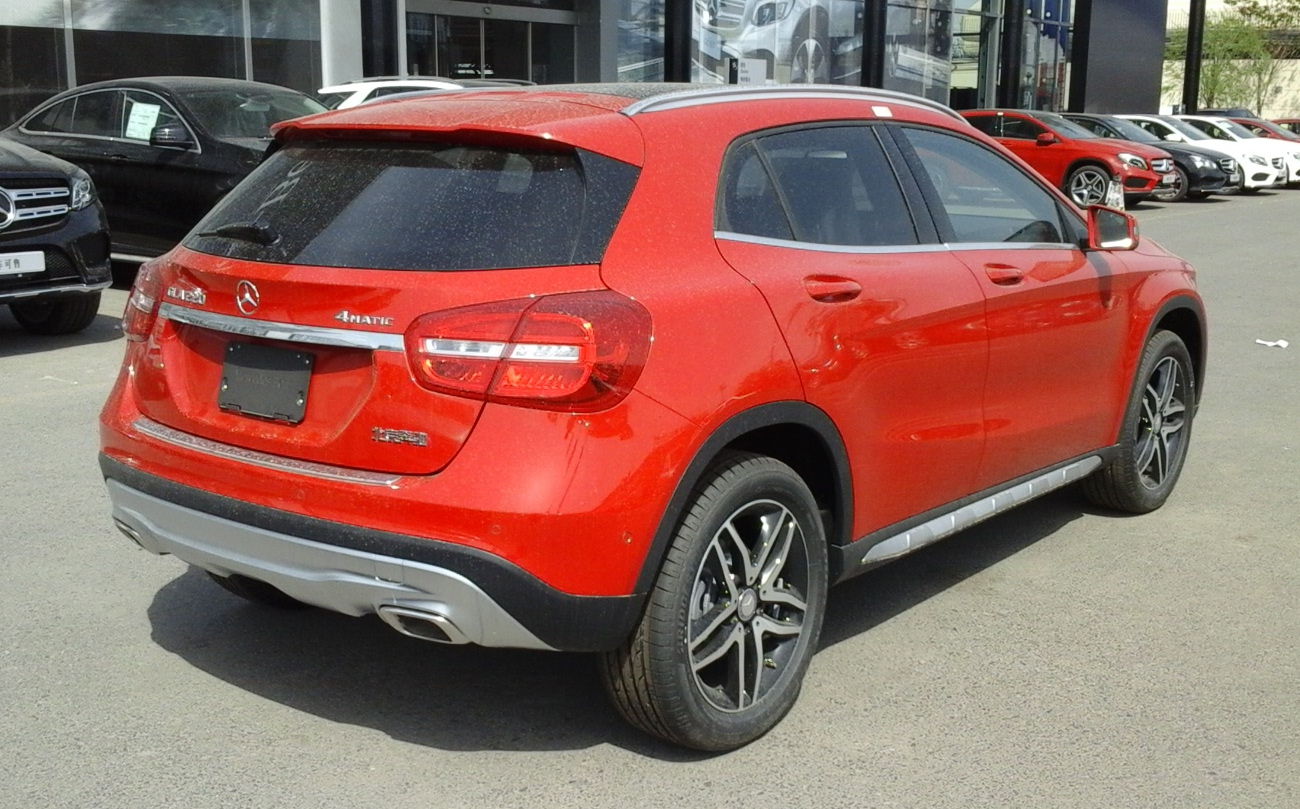
Achterzijde

| Type      | Motor        | Vermogen | Koppel | Aandrijving   | 0-100 km/u | Topsnelheid | Productiejaren |
| --------- | ------------ | -------- | ------ | ------------- | ---------- | ----------- | -------------- |
| GLA 180 d | viercilinder | 109 pk   | 250 Nm | voor          | 11,9 s     | 190 km/u    | 2014 - 2018    |
| GLA 200 d | viercilinder | 136 pk   | 300 Nm | voor / 4Matic | 9,9 s      | 205 km/u    | 2013 - 2020    |
| GLA 220 d | viercilinder | 170 pk   | 340 Nm | voor / 4Matic | 8,3 s      | 215 km/u    | 2013 - 2020    |

## Tweede generatie (2020 - heden)
In 2020 werd de tweede generatie geïntroduceerd van de GLA-Klasse. Eerder werd hij al eind 2019 te zien in de sociale media. Wederom is de auto verwant aan de Mercedes-Benz A-Klasse, maar de auto is iets hoger en breder, maar korter dan zijn voorganger. Wel heeft hij een iets langere wielbasis. Voor het eerst is er ook een plug-inhybride leverbaar genaamd de GLA 250 e.

### Motoren

#### Benzine
| Type       | Motor        | Vermogen | Koppel | Aandrijving   | 0-100 km/u | Topsnelheid | Productiejaren |
| ---------- | ------------ | -------- | ------ | ------------- | ---------- | ----------- | -------------- |
| GLA 200    | viercilinder | 163 pk   | 250 Nm | voor          | 8,7 s      | 207 km/u    | 2020 - heden   |
| GLA 250    | viercilinder | 224 pk   | 350 Nm | voor / 4Matic | 8,7 s      | 209 km/u    | 2020 - heden   |
| AMG GLA 35 | viercilinder | 347 pk   | 350 Nm | 4Matic        | 5,1 s      | 250 km/u    | 2020 - heden   |
| AMG GLA 45 | viercilinder | 387 pk   | 480 Nm | 4Matic        | 4,4 s      | 250 km/u    | 2020 - heden   |
| AMG GLA 45 | viercilinder | 421 pk   | 500 Nm | 4Matic        | 4,3 s      | 250 km/u    | 2020 - heden   |

#### Diesel
| Type      | Motor        | Vermogen | Koppel | Aandrijving   | 0-100 km/u | Topsnelheid | Productiejaren |
| --------- | ------------ | -------- | ------ | ------------- | ---------- | ----------- | -------------- |
| GLA 180 d | viercilinder | 116 pk   | 250 Nm | voor          | -          | -           | 2020 - heden   |
| GLA 200 d | viercilinder | 150 pk   | 350 Nm | voor / 4Matic | 9,0 s      | 204 km/u    | 2020 - heden   |
| GLA 220   | viercilinder | 190 pk   | 350 Nm | 4Matic        | 7,6 s      | 217 km/u    | 2020 - heden   |

#### Plug-inhybride
| Type      | Motor        | Vermogen | Koppel | Aandrijving | 0-100 km/u | Topsnelheid | Productiejaren |
| --------- | ------------ | -------- | ------ | ----------- | ---------- | ----------- | -------------- |
| GLA 250 e | viercilinder | 260 pk   | 300 Nm | -           | 6,6 s      | 235 km/u    | 2020 - heden   |